# Zastava Slovenije
Zastavo Slovenije sestavljajo enakomerne  vodoravne črte v beli, modri in rdeči barvi z grbom Slovenije levo zgoraj med belo in modro črto. Grb je emblem, sestavljen iz belega lika Triglava, najvišjega slovenskega vrha na modrem ozadju, pod katerim se nahajata dve valoviti modri črti, ki predstavljata Jadransko morje in reke, v vrhu pa se nahajajo tri zlate šestokrake zvezde v razmerju 2:1, ki izvirajo iz grba grofov Celjskih, najpomembnejše srednjeveške rodbine z izvorom na Slovenskem.
Barve slovenske zastave so pogosto označene kot panslovanske, vendar izvirajo iz grba Kranjske, katerega sestavlja moder orel na belem polju z rdečimi okončinami. Slovensko narodno zastavo so prvič izobesili slovenski študentje na Dunaju marca 1848, v Ljubljani pa je prvič zavihrala 7. aprila 1848 na stavbi gostilne Zlata zvezda na Wolfovi ulici, kjer jo je izobesil domoljubni študent Lovro Toman kot odgovor na izobešenje nemške zastave (frankfurterice) Ljubljanskem gradu.
Slovenska Pomorska zastava je povsem enaka državni zastavi, vendar je razmerje stranic 2:3 namesto 1:2. Ladje, ki so dolge do 24m uporabljajo državno zastavo. Premčeva zastava je prav tako sestavljena iz treh barv, bele, modre in rumene.

## Zgodovina

### Barve Kranjske
Klasične zastave, ki so povzemale deželne barve (iz grba), so bile v Avstrijskem cesarstvu uvedene sredi 19. stoletja. Podoba grba dežele Kranjske je bila do leta 1836 že skoraj pol tisočletja nespremenjena. Na zlatem ščitu se je bohotil v mnogočem edinstven orel modre barve, ki je dajal deželi rumeno-modro barvno kombinacijo. Dokumentirani zapisi, ki govorijo o samostojni uporabi deželnih barv izven deželnih grbov, se zasledi že v 17. stoletju, ko je bila znana med drugim tudi kranjska rumeno-modra. Leta 1836 je birokratski sistem novega cesarja Ferdinanda I. začutil potrebo po spremembah in izvedel spremembo ter ureditev nekaterih deželnih grbov. Ministrstvo notranjih zadev na Dunaju je 23. septembra 1848 kranjske deželne barve, ki jih je že leta 1836 določil cesar Ferdinand, potrdilo.
Deželni stanovski odbor je bil 17. novembra 1836 obveščen o novem odloku dvorne pisarne o grbu vojvodine Kranjske; ta je v ščitu in v orlovi prsni preponi izgubil zlato (rumeno) barvo, ki so jo nadomestili s srebrno (belo). Stanovi so sicer leta 1837 protestirali zaradi degradacije plemenite barve, vendar odgovora z Dunaja ni bilo. Nato je vse zaspalo do burnega leta 1848, ko so izbruhnili izjemno hudi boji med stanovi, ki so še vedno zagovarjali zgodovinsko zlato barvo, in preostalimi Kranjci, ki so zagovarjali novo srebrno polje ščita.

### Slovenska zastava
Spremenjeni grb je dajal deželi novo belo-modro barvno kombinacijo. Tako je bila pot slovenskim študentom, ki so leta 1848 razmišljali, kakšne barve naj si izberejo za narodni simbol, že pripravljena; slovenska zastava je po takratni zastavotvorni navadi prevzela deželne barve, utemeljene na grbu Kranjske; bela (polje), modra (orel), rdeča (orlove okončine).
Prvi so narodno zastavo razvili slovenski študentje na Dunaju marca 1848 v času revolucionarnega vrenja. Lovro Toman je bil študent prava na Dunaju, tam se je tudi udeleževal političnega življenja dunajskih Slovencev. 7. aprila 1848 zvečer, ko naj bi nemški del narodne straže izobesil nemško zastavo na stolpu Ljubljanskega gradu, so zavedni dunajski študentje pod vodstvom Tomana vkorakali v gostilno oziroma hotel Zlata zvezda, današnjo stavbo na Wolfovi ulici 8 v Ljubljani, z belo-modro-rdečo zastavo v roki. Zbrana družba, med njimi tudi narodni gardisti, naj bi obmolknili, medtem ko naj bi Toman glasno obžaloval sramoto, ki jo je Ljubljana storila svojemu narodu. "Slovenci nismo Nemci," naj bi poudarjal, "in tista sramotna cunja mora izginiti z grajskega stolpa, kjer sme vihrati edinole slovenska zastava". Še tisto noč naj bi vihar odnesel frankfurterico (črno-rdečo-rumeno) z gradu.
Zastava kot taka je bila na Dunaju uradno sprejeta kot zastava dežele Kranjske in je v cesarstvu predstavljala kronovino do razpada dvojne monarhije leta 1918.
Slovenske barve so se začele pojavljati najprej na kokardah študentov, potem pa kot slovenske zastave med ljudstvom, to jih je začelo izobešati ob slavnostnih priložnostih. Narodne zastave so med ljudstvom kmalu zasenčile cesarsko (državno), ki je bila v barvah grba njegovega veličanstva, črno-rumena. Kranjska je sredi 19. stoletja veljala za najbolj slovensko deželo v cesarstvu, zato so simbol tudi Slovenci v obrobnih deželah sprejemali kot znamenje slovenstva.
V šestdesetih letih 19. stoletja so z zastavo okraševali narodne čitalnice in jih uporabljali ob zbiranjih na taborih, v naslednjih desetletjih pa so slovenske zastave vse bolj pogosto izobešali tudi ob verskih, narodnih, deželnih, mestnih in celo državnih praznikih.
Leta 1913 se je Kranjski deželni zbor ubadal s težavo, ali si upa na mednarodnem katoliškem zboru v Ljubljani izobesiti slovensko narodno oziroma kranjsko zastavo, da ta ne bi razburila udeležencev iz Poljske, ki so v njej videli sebi neprijetne barve ruske državne zastave, ki je bila uvedena leta 1896. V ta namen so izobesili rumeno-modro-rdečo zastavo.

### Kraljevina SHS in Kraljevina Jugoslavija
Ker je bila zastava dežele neločljivo povezana z narodom, ki jo je neformalno sprejel za svojo, je ob nastanku Kraljevine Srbov, Hrvatov in Slovencev povsem logično javno zastopala slovenski narod do 3. oktobra 1929, ko je stopil v veljavo Zakon o imenu in razdelitvi kraljevine, ki se je preimenovala v Kraljevino Jugoslavijo in je dovolila izobešati izključno le državno modro-belo-rdečo zastavo.

### Druga svetovna vojna in obdobje po njej
Med drugo svetovno vojno sta se pod slovensko zastavo borili tako narodnoosvobodilna, pogosto v kombinaciji z rdečo zvezdo, kot tudi protirevolucionarna stran slovenskega naroda, npr. domobranci in belogardisti.

Po drugi svetovni vojni je narodna zastava postala osnova za republiško zastavo v okviru tedanje Jugoslavije, kombinirana z rdečo zvezdo.
- 1:2  Zastava slovenskega domobranstva 1941–1945.
- 1:2  Zastava slovenskih partizanov, sprejeta 26. septembra 1941 na konferenci jugoslovanskih partizanov v Stolicah
- 1:2  Zastava SR Slovenije, 1945–1991.

### Republika Slovenija
Zastava Republike Slovenije je bila prvič javno dvignjena 26. junija 1991 na ljubljanskem Trgu republike, ob razglasitvi slovenske neodvisnosti, ko so jo na drogu dvignili častniki TO RS: Bojan Šuligoj, Andrej Kocbek, Uroš Krek, Goran Vidrih in Stojan Ledinek.
Slovenska narodna zastava je šele 25. junija 1991 dobila svojo pravno osnovo. Vendar pa je bilo njeno pravno "življenje" izjemno kratko, saj je kot neodvisni simbol slovenskega naroda obstajala zgolj 59 dni. 22. avgusta 1991 je namreč tedaj še Ruska sovjetska federativna socialistična republika z resolucijo Vrhovnega sovjeta za svojo državno zastavo pravno določila svojo zgodovinsko zastavo, ki je enaka slovenski narodni zastavi. Kljub temu sta v Zakonu o grbu, zastavi in himni Republike Slovenije ter o slovenski narodni zastavi iz leta 1994 definirali dve zastavi: zastava države (z grbom) in zastava naroda (brez grba). Razen redkih primerov izobešanja, ki poskušajo kljubovati pomenu zastave, ki je pripomoček za signalizacijo in identifikacijo, katerega predpogoj so unikatnost, markantnost in jasnost, narodna zastava ne obstaja več zaradi identičnosti z zastavo Ruske federacije. Republika Slovenija je tako danes ena izmed redkih, če že ne edina, država sveta, ki mednarodno ne more uporabljati svoje obstoječe narodne zastave, čeprav je uzakonjena.

## Pravne podlage
Zastava je določena je s 6. členom Ustave Republike Slovenije ter z Zakonom o grbu, zastavi in himni Republike Slovenije ter o slovenski narodni zastavi (Ur.l. RS, št. 67/1994, 14/1999 Odl.US: U-I-296/94). Sestavni del tega zakona so tudi geometrijska, likovna ter barvna pravila za oblikovanje grba, zastave in slovenske narodne zastave ter pravila za izobešanje.

## Pravila za oblikovanje zastave
Osnova za zastavo Republike Slovenije je belo-modro-rdeča slovenska narodna zastava z dodanim državnim grbom. Razmerje med širino in dolžino zastave je ena proti dve. Barve zastave gredo po vrstnem redu od zgoraj navzdol od bele, modre, do rdeče. Vsaka barva zavzema po širini tretjino prostora zastave. Središčna točka grba na zastavi se pokriva s točko 1/4 dolžine zastave in točko stika bele in modre barve. Grb sega z gornjo polovico grba, na kateri so zvezde, v belo polje, z drugo polovico pa v modro polje. Višina grba je 1/3 širine zastave oziroma je enaka širini ene od treh barv zastave.

### Barve
Zaradi določanja enotnih barvnih odtenkov na slovenski zastavi so le-ti za tiskanje navedeni po različnih modelih oziroma sistemih:
| CMYK              | 100 60 0 10                | 0 100 100 0        | 0 10 100 0       | 0 0    |  |  |  |  |
| SCOTDIC® CODE 777 | N46 N722509                | N23 N074014        | N6 N197512       | N1 N95 |  |  |  |  |
| 3M™ Scotchcal™    | 30-87 ali 50-87            | 30-4780 ali 50-475 | 30-270 ali 50-27 |        |  |  |  |  |
| RAL               | RAL 5005                   | RAL 3020           | RAL 1018         |        |  |  |  |  |
| PANTONE®          | Reflex Blue C / Blue 072 U | Warm Red C/U / 032 | 116 C / 115 U    |        |  |  |  |  |

## Pomorske zastave

### Slovenska pomorska zastava
Začetki iskanja slovenske pomorske zastave segajo v leto 1992, ko je koncem tega leta časnik Nedeljski dnevnik pozval bralce k zbiranju predlogov za slovensko pomorsko zastavo, hkrati pa je podal nekaj navodil oziroma osnovnih zahtev zastavoslovja. Akcija je doživela velik odziv, hkrati pa je pokazala, da se velika večina Slovencev zavzema za posebno pomorsko zastavo, ki bi bila drugačna od državne. Nov zagon k iskanju je dal XV. kongres mednarodne zastavoslovne zveze FIAV, ki je bil jeseni 1993 v Zürichu, na katerem je bila s strani prisotih delegatov podprta odločitev, da se vsaj pri pomorski zastavi odpravi podobnost slovenske zastave z rusko in slovaško. Predlog o izbiri barv nove zastave gre pripisati mag. Mitju Deisingerju, ki je novo belo-modro-rumeno kombinacijo utemeljil kot barve snega, morja in zlatega pšeničnega polja, hkrati pa je potrdil, da so te barve že del slovenskega grba. Ob sestavi novega pomorskega zakonika pa so šli sestavljalci svojo pot in 23. marca 2001 je slovenski parlament na hitro sprejel Pomorski zakonik, v katerem pa niso bili upoštevani poprejšnji amandmaji s predlogi o novi pomorski zastavi, tako da je sedaj zapisano, da je slovenska pomorska zastava identična zastavi Republike Slovenije.  

### Slovenska premčeva zastava
Slovenski zastavoslovci so bili kljub neuspehu ob izbiri slovenske pomorske zastave vsaj delno uslišani na svojem strokovnem področju, saj je Ministrstvo za obrambo odločilo, da belo-modro-rumeno zastavo sprejme za premčevo zastavo in je to potrdilo z objavo Sprememb pravilnika o registraciji vozil, zrakoplovov in vodnih plovil Ministrstva za obrambo in z njegovo objavo v Uradnem listu. 
Slovenska premčeva zastava (ang. Jack) je tako v uporabi v 430. Mornariškem divizionu slovenske vojske. Prvič je bila izobešena ob krstu hitre patruljne ladje Ankaran dne 1. avgusta 1996.
Zastava je pravokotne oblike ter belo, modro in zlatorumene barve, ki so povzete po grbu Republike Slovenije. Razmerje med širino in dolžino zastave je ena proti dva. Barve si sledijo po naslednjem vrstnem redu: bela, modra in zlatorumena. Vsaka barva zavzema po širini eno tretjino prostora zastave. Velikost zastave se prilagaja velikosti ladje ali čolna. 

### Vladne pomorske zastave
| Zastava | Uporablja                                      | Opis                                                               |
| ------- | ---------------------------------------------- | ------------------------------------------------------------------ |
|         | Predsednik Republike Slovenije                 | Belo polje z belo-modro-rdečo obrobo in grbom Republike Slovenije. |
|         | Predsednik Državnega zbora Republike Slovenije | Rdeče polje z modro obrobo in grbom Republike Slovenije.           |
|         | Predsednik vlade Republike Slovenije           | Modro polje z rdečo obrobo in grbom Republike Slovenije.           |
|         | Minister za obrambo Republike Slovenije        | Rdeče polje z modro obrobo in emblemom Slovenske vojske.           |
|         | Načelnik Generalštaba Slovenske vojske         | Modro polje z rdečo obrobo in emblemom Slovenske vojske.           |

### Premčeva zastava
| Zastava | Obdobje    | Opis                                              |
| ------- | ---------- | ------------------------------------------------- |
|         | 1995–1996  | Modro polje z grbom Republike Slovenije.          |
|         | 1996–danes | Tri vodoravne črte v beli, modri in rumeni barvi. |